# Bryan Adams
Bryan Guy Adams (Kingston, 5 novembre 1959) è un cantautore, musicista, fotografo e attivista canadese.
Adams divenne famoso in Nord America con il suo album del 1983 Cuts Like a Knife e divenne una star mondiale con il suo album del 1984 Reckless, che produsse alcune delle sue canzoni più famose, tra cui Run to You, Summer of '69, It's Only Love e il suo primo numero uno  Heaven.
Nel 1991 pubblica Waking Up the Neighbours, album che includeva (Everything I Do) I Do It for You, uno dei singoli più venduti al mondo, rimane per sedici settimane consecutive al top della Official Singles Chart, record tuttora imbattuto, e 72 settimane nella top 20. Adams ha anche raggiunto la posizione numero uno della Billboard Hot 100 con i singoli All for Love e Have You Ever Really Loved a Woman?; altri singoli di successo sono Can't Stop This Thing We Started, Please Forgive Me, I Finally Found Someone, When You're Gone e Here I Am.
Il successo discografico raggiunge gli apici in Canada, Australia, Gran Bretagna, Irlanda, India, Portogallo, Germania e Stati Uniti. In oltre quarantacinque anni di carriera ha venduto oltre 100 milioni di dischi, fra album e singoli, in tutto il mondo. Nel 2008 si classifica al 38º posto nella lista dell'All-Time Top Artists, nel corso del 50º anniversario della Billboard Hot 100 Charts. Nel 2015 si classifica al 42º posto nella lista della Greatest of All Time Hot 100 Artists di Billboard.
Per i suoi contributi alla musica, riceve numerosi premi e nomination, tra cui 20 Juno Awards, tra le 61 nomination, 16 nomination ai Grammy Award, vincendo un Grammy Award alla miglior canzone scritta per i media visivi. Nel 1992 vince anche lo MTV Video Music Awards, l'ASCAP, l'American Music Award, tre Ivor Novello Awards, ed è nominato cinque volte per il Golden Globe e tre volte per il Premio Oscar.
È membro dell'Ordine del Canada, Ufficiale dell'Ordine del Canada e Membro dell'Ordine della Columbia Britannica per i contributi alla musica popolare e opera filantropica attraverso la sua fondazione, che aiuta a migliorare l'educazione per le persone di tutto il mondo. Nel 1998 è stato inserito nella Canada's Walk of Fame e nella Canadian Broadcast Hall of Fame e, nell'aprile 2006, è stato inserito nella Canadian Music Hall of Fame e nella Canadian Songwriters Hall of Fame (2022).
Il 13 gennaio 2010 ha ottenuto l'Allan Waters Humanitarian Award per avere partecipato a numerosi concerti e campagne di beneficenza. 
Nel maggio del 2015 ha ricevuto l'Allan Slaight Humanitarian Spirit Award in riconoscimento del suo attivismo sociale e il sostegno a diverse cause umanitarie, consegnato durante il Canadian Music Week al Canadian Music Industry & Broadcast Awards Gala.
È stato iscritto fra le celebrità della Hollywood Walk of Fame: la sua stella ha il numero 2 435.

## Biografia

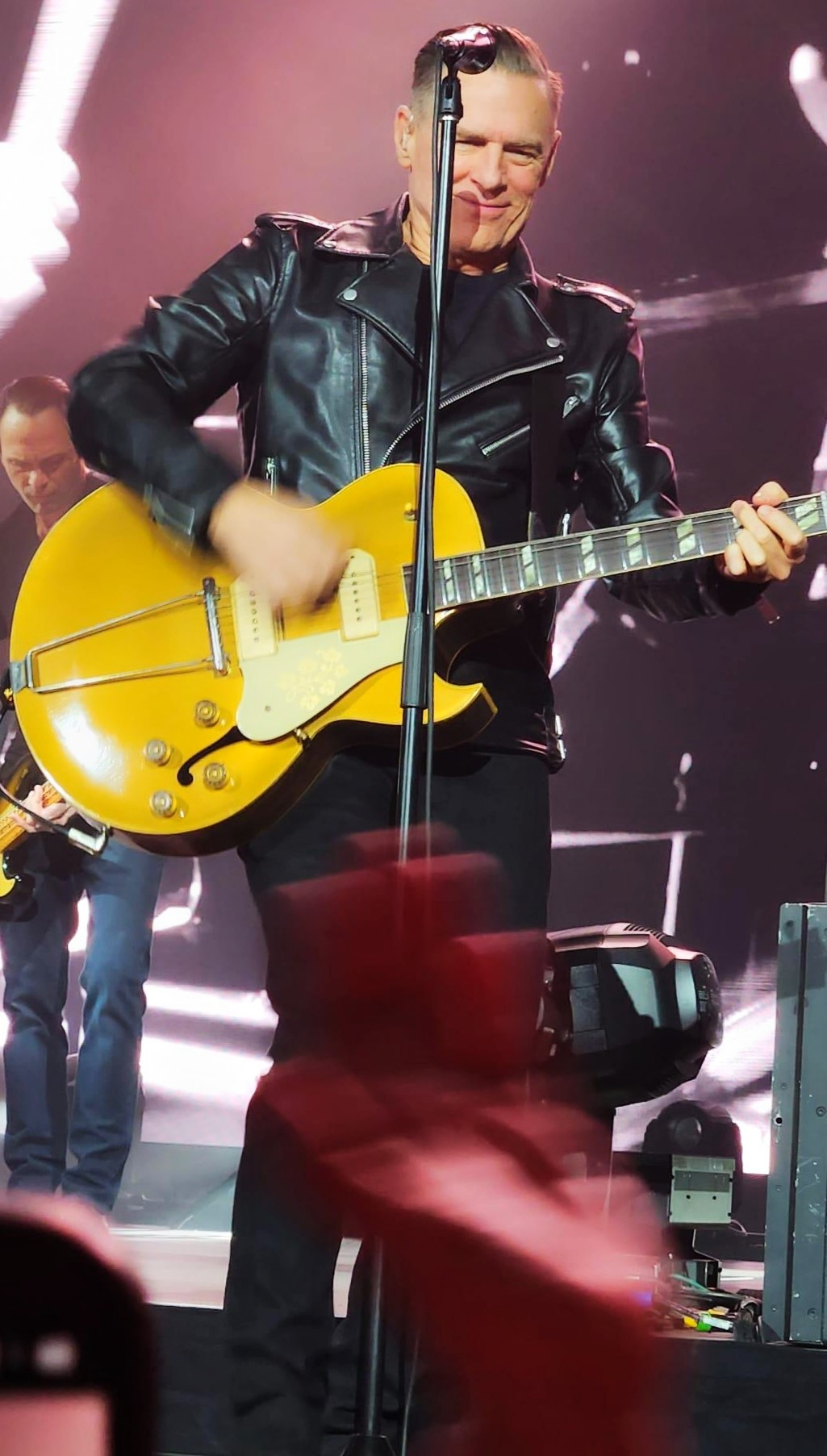
Bryan Adams nel 2023

Nasce da genitori inglesi: Elizabeth Jane (nata Watson) e il capitano Conrad J. Adams, emigrato in Canada da Plymouth, in Inghilterra negli anni '50. Il padre di Adams, un ufficiale della Reale accademia militare di Sandhurst nell'esercito britannico, si unì all'esercito canadese e in seguito passò il suo tempo come osservatore delle Nazioni Unite per il mantenimento della pace in Canada, che lo portò a diventare un diplomatico canadese straniero.
Adams ha viaggiato con i suoi genitori in posti diplomatici a Lisbona, in Portogallo (dove ha frequentato la Carlucci American International School of Lisbon) e Vienna, in Austria, negli anni '60 e a Tel Aviv, in Israele nei primi anni '70. Cresciuto a Ottawa, Adams ha frequentato il Colonel By Secondary School nel quartiere di Beacon Hill a Ottawa. Nel 1974 Adams, sua madre e suo fratello minore Bruce si trasferirono a North Vancouver mentre suo padre fu mandato all'estero.
Adams è vegano; ha smesso di mangiare carne e latticini nel 1989.
Negli anni '90 ha avuto una relazione con la modella danese Cecilie Thomsen. Adams e Alicia Grimaldi, sua ex assistente personale e ora cofondatrice della The Bryan Adams Foundation, hanno avuto la loro prima figlia nell'aprile 2011 e la loro seconda figlia nel febbraio 2013.

### I primi anni (1970-1977)
Adams da adolescente voleva suonare la batteria, ma in casa non gli era permesso, allora nel Natale del 1968 il padre gli comprò una chitarra flamenca, con la quale inizio a suonare. 
Acquistò la sua prima chitarra elettrica all'età di 12 anni a Reading, marchio italiano Gherson, una imitazione di una Fender Stratocaster. In un'intervista con la rivista musicale Guitar World, Adams ha dichiarato:
(Bryan Adams)
Ha lasciato la scuola a 14 anni e ha trovato lavoro vendendo cibo per animali e lavorando come lavapiatti in un ristorante. Ha formato la sua prima band l'anno successivo un gruppo chiamato "Shock", in quel periodo ha utilizzato i fondi che i suoi genitori avevano risparmiato, per la sua istruzione universitaria, per acquistare un pianoforte a coda Estey con il quale imparare a suonare. Durante quel periodo ha assistito a diversi concerti di alcuni dei suoi beniamini dell'adolescenza: T. Rex, 2 volte i Led Zeppelin, The Beach Boys, Deep Purple, The Who, Elton John, David Bowie e Tina Turner.
All'età di 15 anni, divenne il vocalist del gruppo Sweeney Todd per registrare un remake del brano Roxy Roller, nel 1977 registra l'album If Wishes Were Horses, tuttavia, questo album non ebbe successo, e Adams lasciò la band dopo meno di un anno.

### L'esordio discografico (1978-1983)
Nel 1978 incontra Jim Vallance, ex batterista della band Prism, con il quale inizia a collaborare scrivendo moltissime canzoni. Fin dagli inizi del suo percorso musicale, Adams insieme a Vallance, hanno scritto e co-prodotto canzoni per artisti come Kiss, Tina Turner, Mötley Crüe, Joe Cocker, Bonnie Raitt, Céline Dion, Rod Stewart, Bonnie Tyler, Loverboy, Carly Simon, Neil Diamond, Johnny Hallyday e Zucchero Fornaciari solo per citarne alcuni. La partnership Adams-Vallance, ha vinto il maggior numero di SOCAN Awards nella storia: 28. I due registrano alcune demo come duo, Adams alla voce e Vallance alla chitarra, alla tastiera e alla batteria, fra cui I'm Ready e Remember, brani che vengono interpretati da altri artisti. Sempre nello stesso anno Adams firma il suo primo contratto discografico, per la cifra di un solo dollaro, con la A&M.
Nel 1978 viene pubblicato il singolo Let Me Take You Dancing nel quale viene scritta una prima versione di Straight from the Heart. Nel 1979 stringe un accordo con il manager canadese Bruce Allen, che in quel periodo lavorava anche per i BTO e Loverboy. A inizio 1980, fu pubblicato l'album di debutto Bryan Adams, prodotto insieme al suo amico Jim Vallance, porta il suo nome. Adams lavora per tutto il 1979 sul suo omonimo album, pubblicato nel mese di febbraio del 1980. L'anno seguente pubblica You Want It You Got It, che, grazie al singolo Lonely Nights, inizia a trovare riscontro nelle classifiche statunitensi e canadesi; lo stesso brano viene reinterpretato dagli Uriah Heep. Ma il vero successo arriva nel 1983 con la pubblicazione del suo terzo lavoro, dal titolo Cuts Like a Knife, che gli vale il disco di platino, grazie alle hit Straight from the Heart e la title track Cuts Like a Knife. Nel 1983 colleziona ben 283 concerti e un tour con i Police, il 18 ottobre 1983 svolge il suo primo concerto in Italia, l'album vende circa quattro milioni di copie nel mondo.

### Il successo mondiale (1984-1988)

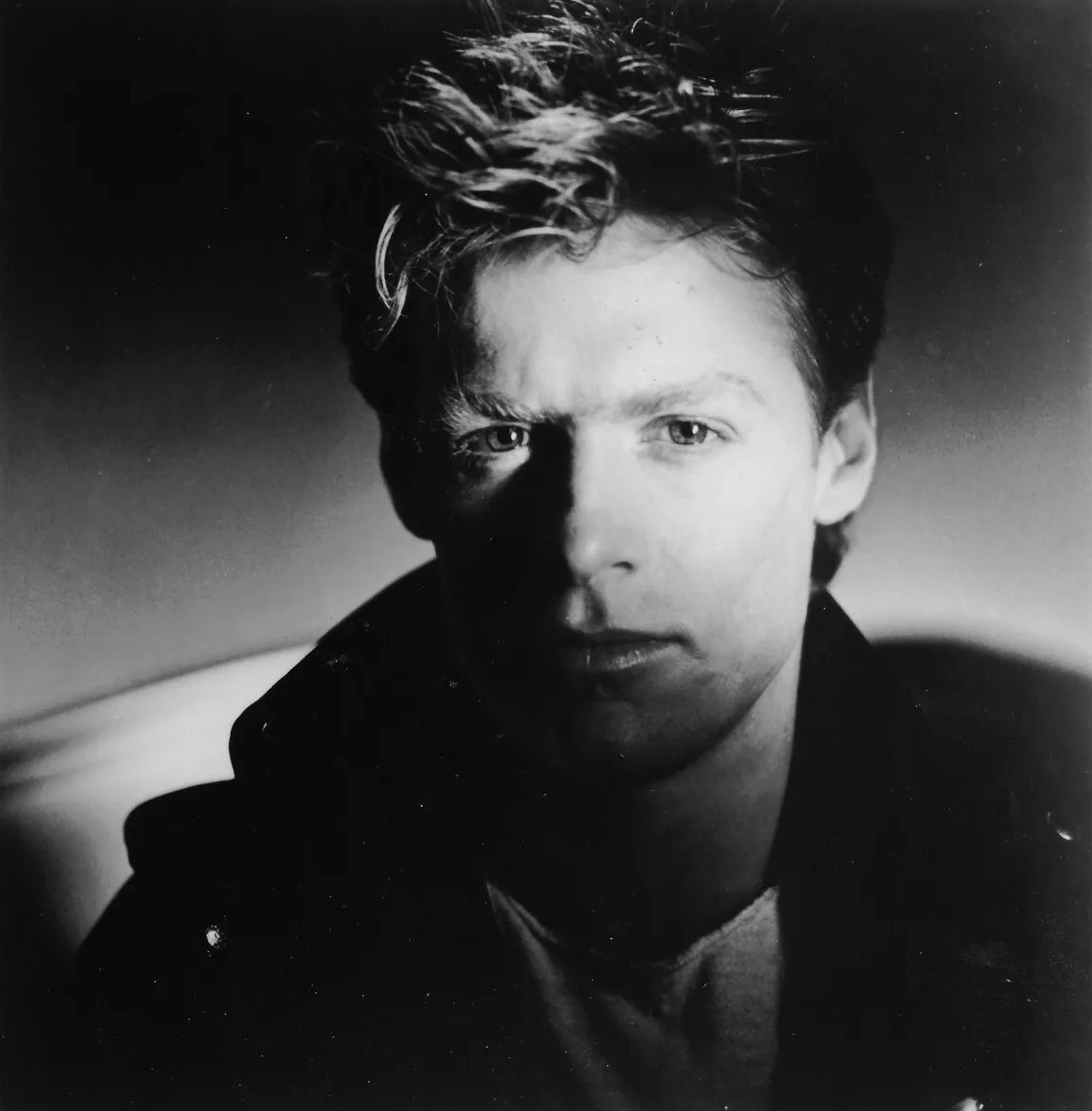
Bryan Adams nel 1984

Nel 1984 pubblica Reckless, co-prodotto da Bob Clearmountain e registrato presso gli studi Little Mountain di Vancouver, straordinario successo anche grazie ai singoli Run To You, Heaven
, Summer of '69, Somebody, One Night Love Affair, It's Only Love, in duetto con Tina Turner. Il disco arriva al numero uno nelle classifiche statunitensi nell'estate dell'85 così come il singolo Heaven, che diviene uno dei suoi maggiori successi. In totale, l'album, che di fatto ha lanciato al successo Bryan, vende oltre 12 milioni di copie nel mondo.
 Il Reckless Tour viene accolto da migliaia di appassionati, Adams svolge concerti nel suo Canada, Stati Uniti, Giappone e in Europa, dove per le date in Inghilterra e per alcune in Europa fa da supporto a Tina Turner per il suo Private Dancer Tour.
Il 1985 è un anno intenso e colmo di impegni. Il 10 febbraio registra il singolo Tears Are Not Enough dei Northern Lights, un improvvisato supergruppo con Joni Mitchell, Neil Young, e altri artisti canadesi. Bryan era l'autore del testo, e il disco serviva per raccogliere fondi e aiutare gente che soffriva. La partecipazione è stata incredibile: il singolo ottenne subito il doppio disco di platino.
Il 13 luglio Bryan partecipò al concerto Live Aid, da Filadelfia. Salì sul palco del JFK Stadium di fronte a oltre 100.000 persone, e assieme alla band eseguirono Kids Wanna Rock, Summer Of '69 e Cuts Like A Knife, prima di concludere con Tears Are not Enough. A fine anno scrive un inedito natalizio, Christmas Time.
Nel 1986 partecipa al Conspiracy of Hope di Amnesty International assieme a U2, Sting, Lou Reed, Peter Gabriel e Jackson Browne e molti altri artisti. Nel 1987 pubblica Into the Fire, co-prodotto da Bob Clearmountain, trascinato dal singolo Heat of the night, che denota un'ulteriore maturazione nelle musiche e nei testi, maggiormente attenti alle tematiche sociali. Questo lavoro è l'ultima collaborazione tra il rocker e Jim Vallance. Il disco non riscuote lo stesso successo del precedente Reckless, ma riesce comunque a vendere circa 4 milioni di copie in tutto il mondo. Into the fire viene tuttavia considerato da molti dei suoi fans, il punto più alto del rock raggiunto dall'artista canadese. Di fatto, con questo album, si chiude il ciclo degli anni ottanta, rappresentato da un rock spensierato e più "hard", avviando il passaggio definitivo al Pop rock e all'elaborazione della ballata soft-rock, che ha reso una star il cantante nei primi anni novanta. Nel giugno del 1987 Bryan suona per due sere alla Wembley Arena per il Prince's Trust assieme a grandi artisti quali George Harrison ed Elton John. Nell 1988 partecipa al Werchter Festival, sotto una torrenziale pioggia, di fronte a oltre 50.000 persone, dove registrerà il disco Live! Live! Live!.
Inoltre Adams contribuisce al lavoro di Mötley Crüe, Belinda Carlisle e Charlie Sexton, il 24 maggio 1988 partecipa presso Vancouver a un concerto di beneficenza contro il cancro, si esibisce in un duetto finale con Jon Bon Jovi con la cover Born to Be Wild dei Steppenwolf e l'11 giugno 1988 si esibisce al concerto in onore di Nelson Mandela al Wembley Stadium di Londra. Si impegna inoltre a lavorare su un altro disco di beneficenza: il rifacimento del classico Smoke on the Water dei Deep Purple per Rock Aid Armenia. Nel 1990, sale sul palco berlinese, che ospita una speciale performance di Roger Waters, interpretando What Shall We Do Now?, Young Lust e alcune strofe di The Tide Is Turning. Al concerto erano presenti oltre 350.000 persone.

### L'apice della popolarità (1989-1995)

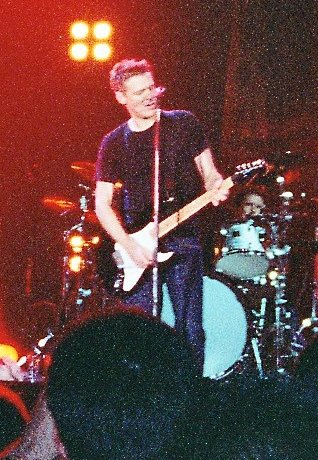
durante un concerto a Dublino nel 2005

La fine degli anni ottanta è comunque relativamente più tranquilla per l'artista, poiché scrive e prepara nuovi pezzi con il suo nuovo coproduttore e coautore Robert John "Mutt" Lange (artefice dei successi di AC/DC e Def Leppard).
Lange era famoso per essere un pignolo perfezionista, per il quale era normale passare un anno in studio.
Con Adams passò 18 mesi in studio per l'album Waking Up the Neighbours un metodo di lavoro completamente diverso da quello usato con Jim Vallance. Adams con Lange ha coprodotto gli album Waking Up the Neighbours nel 1991, 18 til I Die nel 1996; Lange ha collaborato nella raccolta di hit So Far So Good nel 1993, per la colonna sonora Spirit: Stallion of the Cimarron nel 2002, Room Service nel 2004, la raccolta Anthology 1980-2005 nel 2005 e 11 nel 2008; come coautore di Adams è l'artefice di varie canzoni di successo mondiale, fra le quali, (Everything I Do) I Do It for You, Can't Stop This Thing We Started, Please Forgive Me, All for Love e Have You Ever Really Loved a Woman?. Nel 1991 esce Waking Up the Neighbours, che contiene (Everything I Do) I Do It for You, brano tra i più celebri del suo repertorio, rimasto per ben sedici settimane consecutive al primo posto nelle classifiche britanniche (record tuttora imbattuto), nove nel suo Canada, sette in quelle statunitensi e raggiungendo la posizione numero uno in ben 30 paesi. Il brano fa parte anche della colonna sonora di Robin Hood - Principe dei ladri con Kevin Costner, e permette all'artista di ottenere la sua prima nomination al Premio Oscar. Il singolo vende circa 15 milioni di copie nel mondo.Waking up the Neighbours rappresenta l'inizio di una nuova fruttuosa collaborazione per il rocker canadese, quella con il produttore/autore Mutt Lange. Il disco riesce a vendere circa 16 milioni di copie nel mondo, diventando l'album più venduto del cantante canadese. L'estenuante tour che fa seguito alla pubblicazione del disco è un grande successo in tutto il mondo.
Nel 1993 pubblica la sua prima raccolta di hit So Far So Good, con l'inedito Please Forgive Me. La canzone scala le classifiche di tutto il mondo, e costituisce ancora oggi il secondo più grande successo dell'artista nel mondo con circa 3,5 milioni di copie vendute. Il disco contiene, tranne i primi due, brani dagli ultimi quattro album-studio di Bryan; il disco diventa tra i più venduti del cantante canadese vendendo circa 15 milioni di copie, oltre 600.000 solo in Italia. Tutt'oggi rimane uno degli album che si vendono meglio nel mercato mondiale.
Successivamente duetta con Sting e Rod Stewart nel brano All for Love, che fa da colonna sonora al film I tre moschettieri. La canzone raggiunge il numero uno negli States, vendendo circa 2 milioni di copie. Il 2 marzo 1993 si svolge alla Carnegie Hall di New York Save The Rainforest, il concerto di beneficenza della Rainforest Foundation per la salvaguardia delle foreste tropicali dell'Amazzonia e delle sue popolazioni indigene. Sul palco, oltre a Bryan, salgono giganti della musica come Sting, Tina Turner e George Michael. Il 24 aprile 1993, Adams si è iscritto Farm Aid VI, accanto a Johnny Cash, Willie Nelson e Ringo Starr. Il 15 giugno, insieme ad alcune leggende del rock e del blues quali Eric Clapton, B.B. King, Ray Charles e Ella Fitzgerald, Bryan sale sul palco dell'Apollo Theater di Harlem per un tributo al grande maestro del soul Sam Cooke. Durante il gala, viene raggiunto sul palco da Smokey Robinson per un duetto di Bring It On Home To Me. Nel 1994 il canadese intraprende un lungo tour che lo porta nel sud-est asiatico, durante il quale diventa il primo artista rock occidentale a visitare il Vietnam dalla fine della guerra. Bryan è inoltre invitato a partecipare a un altro importante avvenimento musicale: il concerto Elvis Aaron Presley - The Tribute, tenutosi a Memphis in omaggio al re del rock'n'roll. Nel corso della serata, a cui prendono parte decine di esponenti dei più svariati generi musicali, tra cui Jeff Beck, Jerry Lee Lewis, Michael Bolton, Paul Rodgers, Melissa Etheridge, egli canta uno dei suoi pezzi preferiti: Hound Dog. Dal 1991 al 1994 Bryan è quasi costantemente impegnato nell'attività live. Dopo il ritorno a Vancouver per tre concerti andati sold out in meno di un'ora, sette date tutte esaurite in Sudafrica, dal 13 al 26 aprile 1994 Bryan è in Italia per un tour senza precedenti. Vengono organizzate ben nove date tutte andate esaurite in pochissimo tempo. Il tour, come già altrove, è caratterizzato da una campagna condotta assieme a Greenpeace e altre associazioni ambientaliste. Circa 500.000 cartoline distribuite hanno contribuito al voto della 45ª Commissione Internazionale a favore dell'area protetta per i cetacei in Antartide. "Grazie a quell'iniziativa, e quindi grazie a Bryan Adams, perché senza il suo intervento non sarebbe stato possibile, il 90% delle balene oggi viventi sulla terra sono state salvate", disse David Mc Taggart (presidente Onorario Greenpeace International). A settembre '94 è invitato da Luciano Pavarotti a partecipare al Pavarotti and friends, cimentandosi in un duetto con il maestro, cantando 'O sole mio.

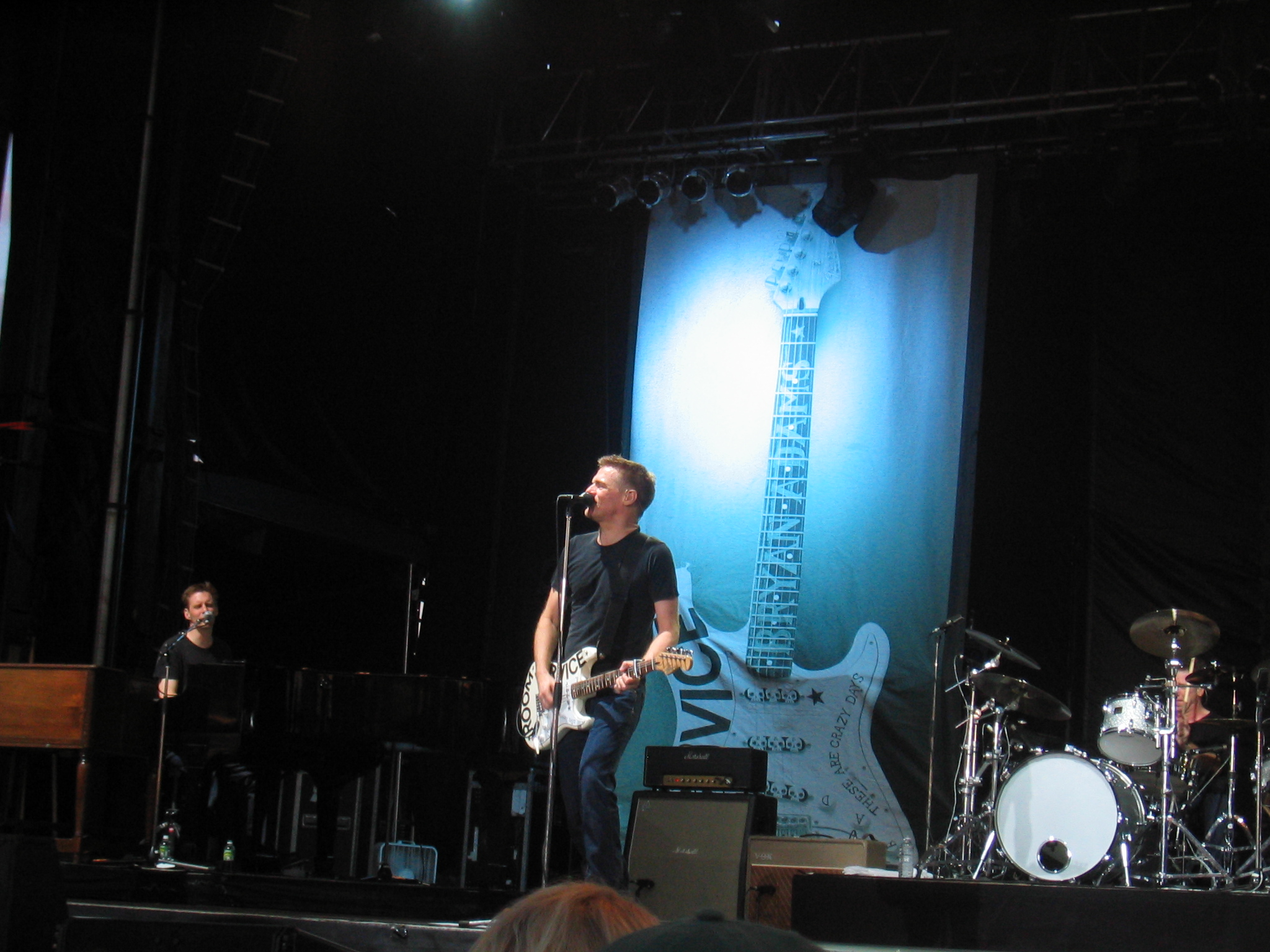
Bryan Adams in concerto a Brooklyn, New York, Stati Uniti d'America

Nel 1995 esce Have You Ever Really Loved a Woman?, accompagnato dal chitarrista di flamenco Paco de Lucía, colonna sonora del film con Johnny Depp Don Juan de Marco. Il pezzo vale al cantante la seconda nomination agli Oscar, ottiene grandi vendite (oltre un milione e mezzo di copie) e gli frutta il quarto e ultimo numero uno negli USA.
Il singolo è contenuto anche nell'album 18 til I Die.

### Nuove sonorità (1996-1999)
18 til I Die, uscito nell'estate del 1996, trainato dal singolo The Only Thing That Looks Good on Me Is You e dal brano Star, colonna sonora per il film Jack con Robin Williams, presente in questo album anche Were Gonna Win canzone dedicata al Chelsea, vende oltre 5 milioni di copie. Il tour è accolto da decine di migliaia di fan ovunque. L'apice viene raggiunto al concerto del Wembley Stadium di Londra, secondo sold-out presso l'impianto inglese dopo quello del 1992, con oltre 70.000 persone: secondo l'artista, il suo miglior concerto. Qualche mese più tardi esce una nuova versione del disco (con copertina viola anziché arancione) contenente un nuovo brano, I Finally Found Someone (circa 1 milione copie vendute), duetto tra Adams e Barbra Streisand, che fa da colonna sonora al film della stessa attrice/cantante L'amore ha due facce. Partecipa nell'ottobre del 1996 a un concerto di beneficenza per la Città della Speranza. L'evento dal vivo ha visto il contributo di Don Henley, Steve Winwood, Sheryl Crow, Melissa Etheridge, John Mellencamp, Eddie Van Halen, Richie Sambora, e Max Weinberg.
Nell'ottobre del 1997 pubblica MTV Unplugged, accompagnato dal suo amico compositore Michael Kamen, registrato all'Hammerstein Ballroom di New York. L'album produce due singoli, Back to You e la reinterpretazione del brano datato 1983, I'm Ready (originariamente presente su Cuts Like a Knife).
Il disco si piazza in top 20 nelle più importanti classifiche europee, vendendo circa 2,5 milioni di copie. L'anno seguente esce un nuovo disco di studio, On a Day Like Today co-prodotto dal connazionale Bob Rock, registrato presso il suo The Warehouse Studio di Vancouver, anticipato dal singolo omonimo. L'album riscuote un buon successo, vendendo circa 3,5 milioni di copie. I brani di maggior successo sono When You're Gone, con la collaborazione di Melanie C (numero 3 in UK e doppio platino), che vende oltre 800 000 copie, e Cloud Number Nine (remixata da Chicane).
Nel 1999 Adams chiude il millennio con la pubblicazione della raccolta The Best of Me (con il singolo omonimo), che piazza circa 3 milioni di copie. Insieme alla band, in quel periodo formata da Mickey Curry (batteria) e Keith Scott (chitarre), Bryan supporta i Rolling Stones durante alcune tappe del loro tour americano. La sua intensa attività live, ben 180 date, lo porta ancora in Italia, dove fa tappa al Mediolanum Forum di Assago, il 2 novembre 1999.

### Nel ventunesimo secolo (2000-2008)

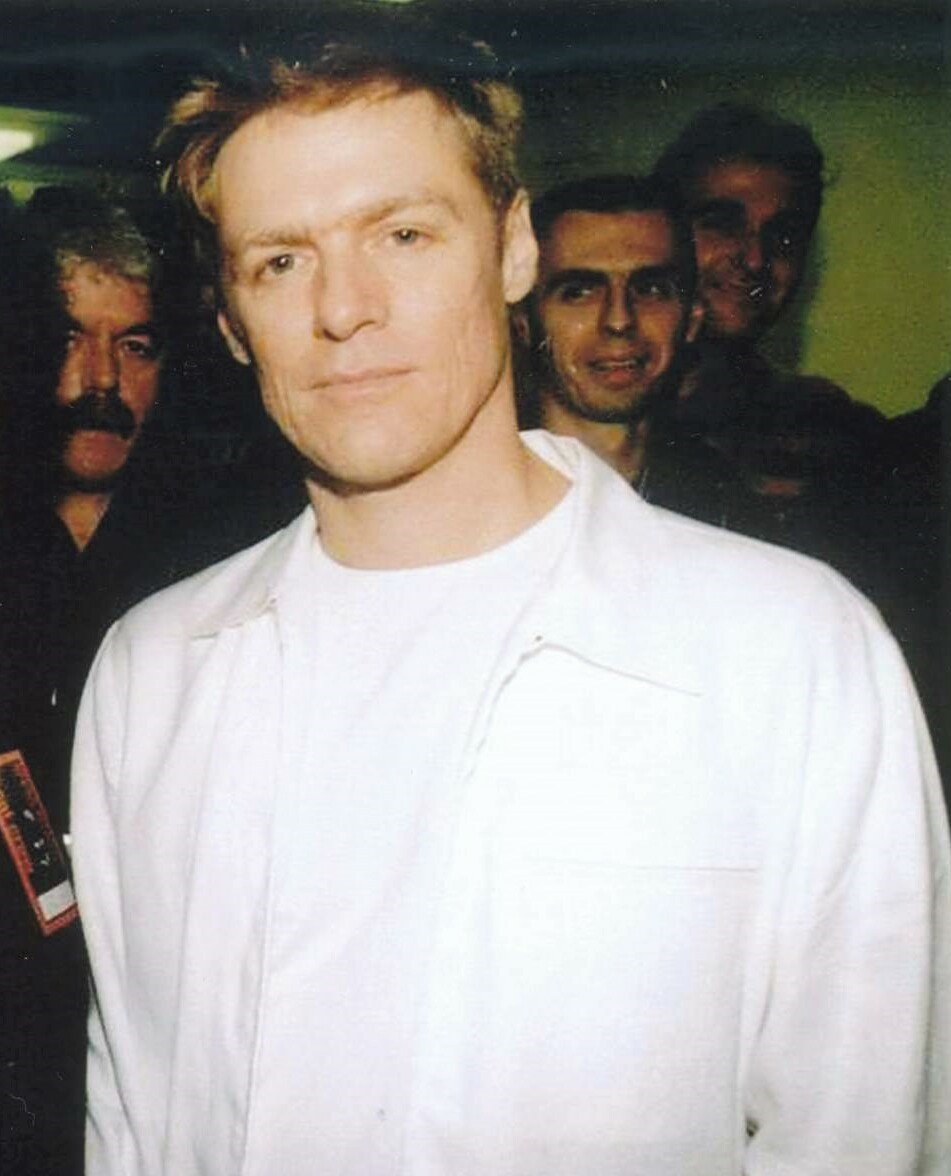
Bryan Adams nel 2000

Nel 2000 partecipa come cantante e autore al brano Don't Give Up, con il quale il rocker canadese rinnova la collaborazione con il duo degli Chicane facendo una breve incursione della musica dance, per altro con grande successo. Il singolo vende circa 300 000 copie. (numero uno in Inghilterra). Il 26 agosto 2000 si esibisce al festival di Slane Castle di fronte a oltre 70.000 persone, con apparizioni speciali da Melanie C, Chicane e Davy Spillane. Il 27 novembre dello stesso anno, Bryan prende parte al concerto per beneficenza Live at the Royal Albert Hall organizzato dai The Who (ma aperto anche a diversi altri artisti), cantando un brano della band inglese, Behind Blue Eyes. L'evento viene poi realizzato su CD/DVD. Nel 2001 pubblica, solo per il mercato italiano, Io vivo (in te), adattamento in italiano di I'm Ready e a cura del bluesman Zucchero Fornaciari. Nel 2002 con la collaborazione del compositore Hans Zimmer scrive e canta la colonna sonora del film d'animazione della DreamWorks Spirit - Cavallo selvaggio, di cui cura anche la versione francese. Tra i brani che compongono la colonna sonora, spiccano Here I Am (singolo di lancio, n. 5 in UK) e Don't let go, in duetto con Sarah McLachlan. Nel 2002 il suo tour tocca diversi paesi fra cui Svezia, Finlandia, Estonia, Sudafrica. Nel settembre 2004 Bryan pubblica un nuovo album di inediti, Room Service con i singoli Open Road e Flying. Il disco, caratterizzato dal fatto di essere stato registrato in diversi alberghi europei (indicati nel booklet), vende oltre 1,5 milioni di copie. Room Service uscirà negli Usa solo nella primavera 2005 dove le vendite risultano molto basse anche a causa di una scarsa promozione. Nel corso del tour americano di promozione del disco, Bryan divide il palco per circa 25 concerti con i Def Leppard, la sua attività live tocca molti paesi fra cui India, Sri-Lanka, Giordania, Stati Uniti d'America, Norvegia, Canada, Gran Bretagna e Germania.
Nell'autunno 2005 esce Anthology, la raccolta definitiva per celebrare i 25 anni di carriera. La prima in due cd, contenenti anche canzoni dei primi due album di Bryan. Nella versione americana è presente il duetto con l'amica Pamela Anderson nella rivisitazione del brano When You're Gone, che rappresenta anche il singolo di lancio oltremanica.
Sempre nel 2005 scrive e compone la colonna sonora per il film Colour Me Kubrick con John Malkovich. Nel 2005 la sua intensa attività live tocca paesi come Spagna, Portogallo, Australia, Egitto, Irlanda e Canada.

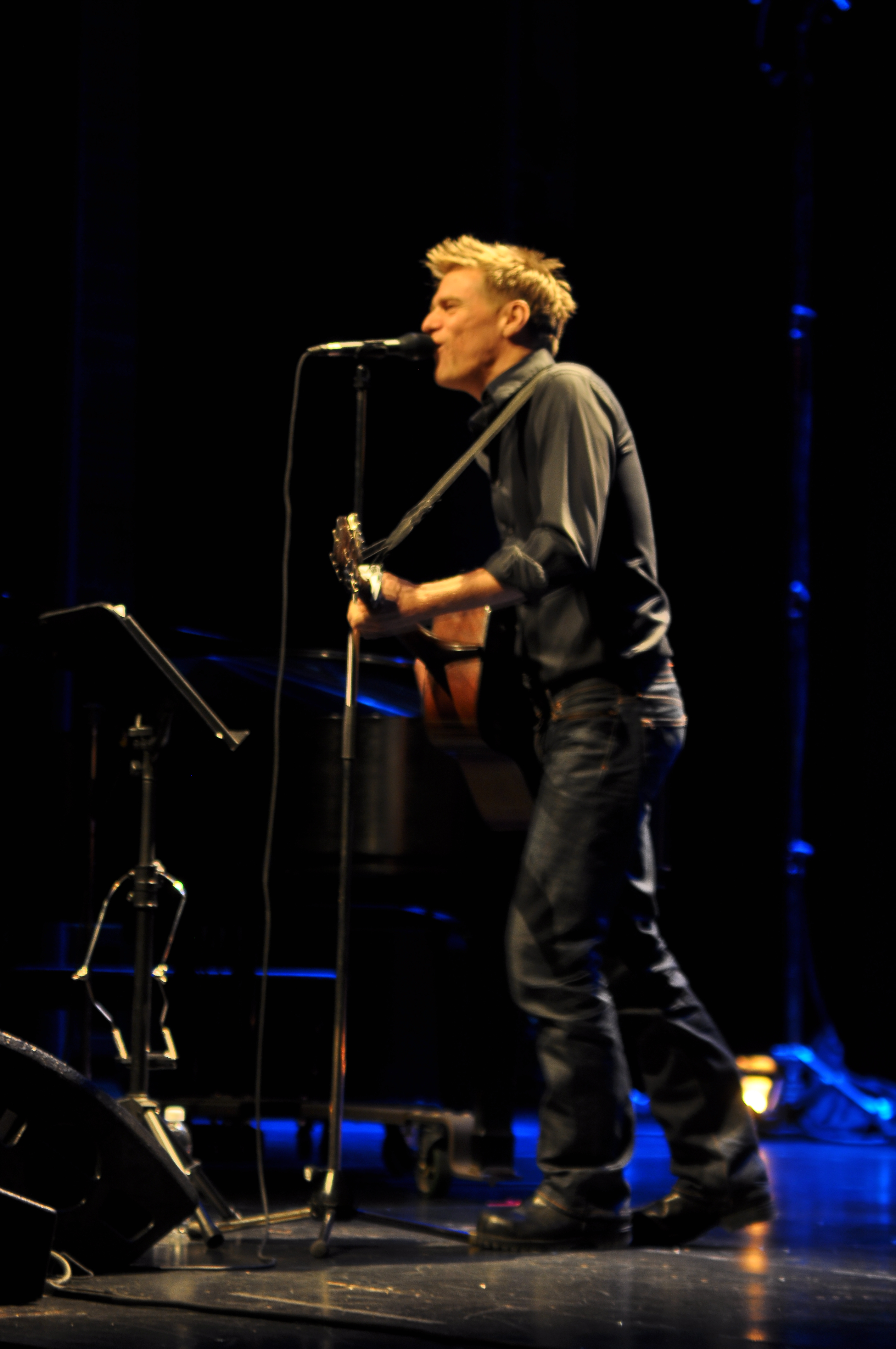
Bryan Adams in concerto acustico a Houston, Texas, Stati Uniti d'America 2009

Nell'aprile 2006 viene introdotto nella Music Hall of Fame, durante la cerimonia dei Juno Awards tenutasi ad Halifax (Nuova Scozia). Il 31 luglio dello stesso anno, assieme a Billy Joel, partecipa al Telecomcerto, presso i fori imperiali a Roma con una folla di oltre 500.000 persone. Nel 2006 si esibisce in molti paesi fra cui India, Sudafrica, Francia, Paesi Bassi, Messico, Repubblica Dominicana, Portorico, Venezuela, Slovenia, Serbia e Croazia. All'inizio del 2007, Adams canta Never Let Go, canzone che fa da sfondo ai titoli di coda del film The Guardian con protagonisti Kevin Costner ed Ashton Kutcher. Adams è stato coautore (insieme a Eliot Kennedy e Andrea Remanda) della canzone Never Gonna Break My Faith per il film Bobby. Il pezzo, eseguito da Aretha Franklin e Mary J. Blige, gli vale una nomination al Golden Globe nel 2007, la quinta della sua carriera. Nel corrente anno si dedica a un nuovo tour mondiale, dal titolo Live across the Nation 2007, all'interno del quale, nel mese di marzo, c'è spazio per ben cinque date italiane (Milano, Padova, Bolzano, Roma e Ancona). Oltre alle date italiane il tour tocca molti paesi fra cui Stati Uniti d'America, Cile, Argentina, Uruguay, Brasile, Malta, Cipro, Irlanda, Gran Bretagna, Ungheria, Danimarca e Germania.
Il nuovo disco di materiale inedito, 11, è uscito il 17 marzo 2008 (il 14 in Italia), ed è stato presentato attraverso un mini-tour acustico in undici giorni consecutivi, in undici città diverse: Lisbona, Barcellona, Milano, Amburgo, Londra, Parigi, Amsterdam, Bruxelles, Zurigo, Vienna, Copenaghen. Il singolo di lancio è I Thought I'd Seen Everything. L'album è volato in testa in Canada, India e Svizzera, secondo in Germania, Austria, Danimarca e Belgio, terzo in Europa e nel Mondo, sesto in Inghilterra. A seguire l'uscita dell'album, parte durante estate il tour full-band: in alcune date negli U.S.A. divide il palco con la rock-band Foreigner e in altre con il suo amico Rod Stewart.
Il 2 ottobre 2008 ha tenuto un concerto acustico al Teatro Smeraldo di Milano; l'evento è stato scarsamente pubblicizzato da parte di radio e televisioni, ciononostante ha registrato il tutto esaurito. Al concerto parteciparono anche l'allora allenatore dell'Internazionale F.C. José Mourinho e lo stilista John Richmond. Nel dicembre 2009 Adams ha scritto la canzone You've been a friend to me per il film Old Dogs, con John Travolta e Robin Williams.

### Nuovi album e la paternità (2010-2018)
Nel febbraio del 2010 ha registrato One World, One Flame, brano utilizzato come sigla dalla tedesca TV Station ARD per la loro apertura nei Giochi Olimpici di Vancouver. Il 12 febbraio, Adams esegue in duetto con Nelly Furtado Bang The Drum, co-scritto con Jim Vallance per la cerimonia di apertura della manifestazione sportiva, di fronte a 60.000 spettatori al BC Place Stadium. Il 9 novembre 2010 pubblica in tutto il mondo il disco Bare Bones: un progetto live composto da venti canzoni, per festeggiare trent'anni di carriera. Il cd è il risultato di due anni e mezzo di concerti acustici tutti sold out, proposti soprattutto in molti teatri di città statunitensi. Nel booklet compaiono registrazioni effettuate nelle date di Concord, Providence, Binghamton, Orono e Williamsport. Il 22 aprile 2011 è diventato papà di Mirabella Bunny, la cui madre è la londinese Alicia Grimaldi, assistente personale di Bryan e curatrice della fondazione benefica da lui fondata nel 2004, la Bryan Adams Foundation. Nel settembre del 2012, durante la presentazione a Mosca e ad Amburgo del suo ultimo libro di fotografie, Exposed, Adams ha affermato di avere composto circa trenta pezzi per il suo prossimo disco di inediti previsto entro il 2013. Se per la stesura dei testi ha lavorato con il suo amico e collaboratore di vecchia data Jim Vallance, alla produzione dell'album sono intervenuti David Foster e Bob Rock, quest'ultimo già coautore di On a Day Like Today, album del canadese datato 1998. Il 14 febbraio 2013 è nata la sua seconda figlia, Lula Rosylea. Nell'aprile 2013, viene pubblicato To Be Loved, il nuovo album di Michael Bublè. Nella tracklist è inserita "After All", che vede il crooner duettare con Adams, suo connazionale oltre che idolo sin da quando era ragazzino. Il 30 agosto 2013 viene pubblicato il DVD Live at Sydney Opera House. Si tratta della registrazione di uno dei tre concerti acustici del cantautore canadese andati in scena nella città australiana tra il 17 e il 19 settembre 2011. Nella scaletta compaiono 25 canzoni, tra cui le inedite "Tonight in Babylon" (già mixata in chiave dance nel 2012 dai Loverush) e "Waiting on the 49".

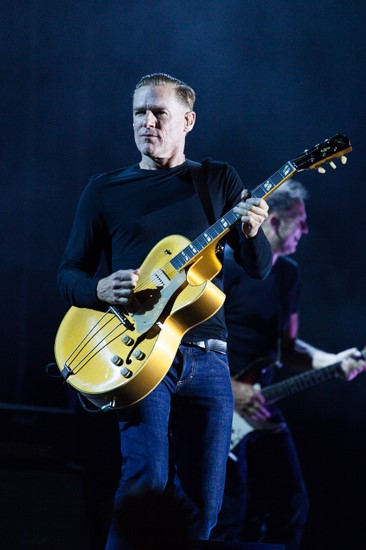
Bryan Adams al Lucca Summer Festival 2013

In un'intervista concessa il 18 marzo 2014 Adams ha rivelato che ha firmato un contratto di tre album con la Verve Records negli Stati Uniti con un album che celebra il 30º Anniversario di Reckless, un nuovo album di cover, e un altro con nuove canzoni prodotte da Jeff Lynne. Il 24 maggio 2014 Bryan annuncia su twitter che l'album di cover da tempo annunciato si intitola Tracks of My Years. Co-prodotto da Adams, David Foster e Bob Rock, nel nuovo lavoro del cantautore, sei anni e mezzo dopo 11, trova spazio anche un pezzo inedito scritto insieme al suo storico collaboratore Jim Vallance, She Knows Me.

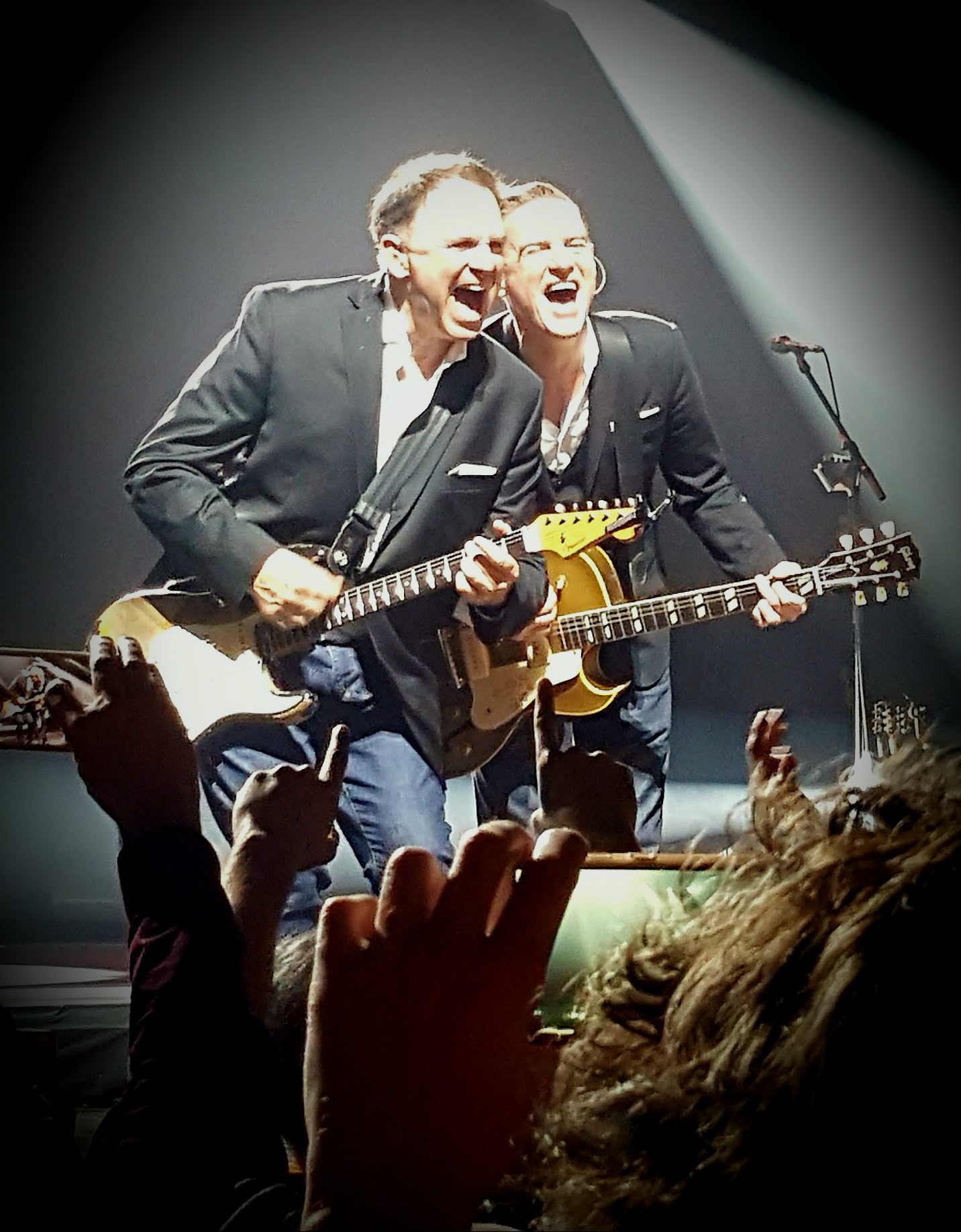
Bryan Adams con Keith Scott sul palco dell'RDS Stadium a Rimini nel 2017

Ad agosto del 2015 il cantautore canadese annuncia su Twitter che il nuovo album dal titolo Get Up!, scritto insieme a Jim Vallance e prodotto da Jeff Lynne, sarà pubblicato il 16 ottobre in tutto il mondo, a distanza così di sette anni e mezzo dal suo ultimo lavoro di inediti. Il 7 agosto è invece il giorno del lancio del suo website dalla rinnovata veste grafica. L'11 settembre viene rilasciato il singolo di lancio dell'album, Brand New Day. Diretto dallo stesso Adams, il video della canzone è interpretato dall'attrice britannica Helena Bonham Carter e dal cantante del gruppo pop inglese Hurts, Theo Hutchcraft.
Il 31 dicembre 2015 si è esibito presso il Central Hall Westminster a Londra, per il concerto New Year's Eve, trasmesso in diretta televisiva dalla BBC. Il concerto è stato visto da oltre 12 milioni di telespettatori in Gran Bretagna.
Il 14 ottobre 2016, come preannunciato dallo stesso Adams nei suoi canali nel corso dell'estate, viene pubblicato il DVD Wembley 1996. Si tratta della registrazione del suo concerto, nell'ambito del 18 til I Die Tour, tenutosi il 27 luglio 1996 allo stadio Wembley di Londra, di fronte a 70.000 spettatori. Il DVD balza subito in testa nelle classifiche britanniche del settore.
Nel frattempo, durante le pause del suo tour mondiale in supporto all'album Get Up, Bryan lavora insieme a Jim Vallance all'adattamento musical del film Pretty Woman. L'opera debutterà a Broadway tra la primavera e l'autunno del 2017.
Il 2017 segna un altro intenso anno per l'attività live di Adams. Il tour dell'artista canadese toccherà infatti, oltre a parte dell'Europa, anche, Medio Oriente, Sud Est Asiatico e Sud America. Il 21 settembre 2017, Adams annuncia tramite i social media la pubblicazione di una nuova compilation chiamata Ultimate con 19 dei suoi grandi successi e due nuove canzoni, "Please Stay" e "Ultimate Love".

### Nuove realizzazioni (2019-presente)

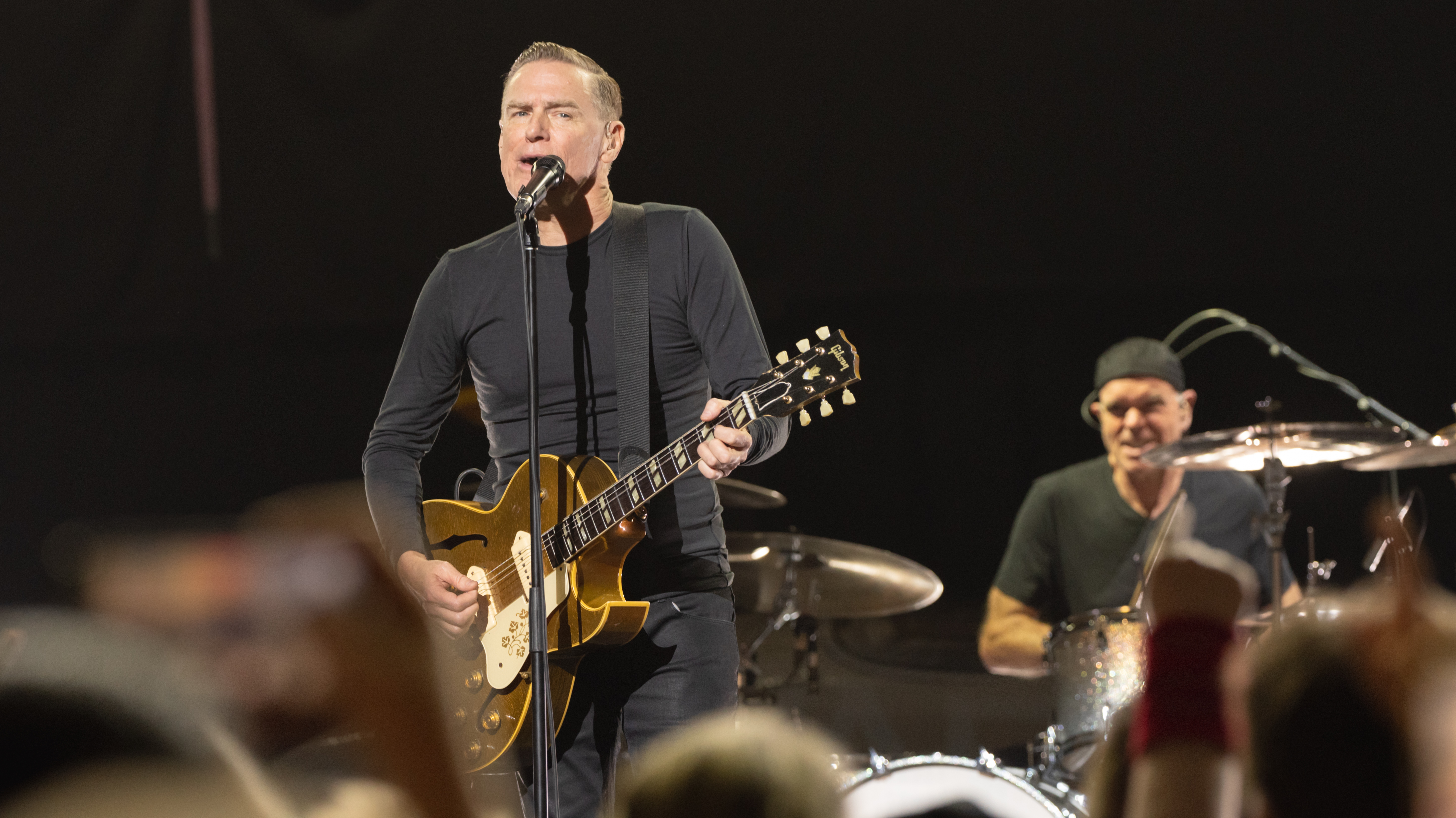
Esibizione alla Royal Albert Hall di Londra (2022).

Shine a Light è il quattordicesimo album in studio del cantautore canadese, che è stato pubblicato il 1º marzo 2019. Shine a Light, singolo principale dell'omonimo album, ha debuttato in prima assoluta il 17 gennaio 2019 sulla emittente radiofonica britannica BBC Radio 2 e sul canale ufficiale YouTube. Il brano è stato scritto dallo stesso Adams e dal cantautore britannico Ed Sheeran. Il video ufficiale è uscito il 29 gennaio 2019. Il 14 febbraio 2019 ha debuttato il secondo singolo estratto dall'album That's How Strong Our Love Is in duetto con la cantautrice Jennifer Lopez. Il 25 febbraio 2019 è partito dalla The SSE Arena di Belfast il Shine a Light Tour tour mondiale a supporto dell'album.
Nel luglio 2021 Adams ha firmato un accordo con BMG Rights Management (BMG) per pubblicare il suo prossimo album. L'11 ottobre 2021 pubblica il singolo So Happy It Hurts come primo estratto dal quindicesimo album in studio intitolato So Happy It Hurts., che esce in tutto il mondo l'11 marzo 2022. Il brano ottiene la nomination alla 65ª edizione dei Grammy Awards come Best Rock Performance. La cerimonia si terrà il 6 febbraio 2023 alla Crypto.com Arena di Los Angeles.
Nel marzo 2022, Adams ha pubblicato online l'album Pretty Woman – The Musical. È stato pubblicato una settimana prima dell'album So Happy It Hurts ed è il primo album di Adams ad essere pubblicato non in formato fisico. L'album contiene brani ri-registrati che Adams e Jim Vallance hanno scritto per l'omonimo musical.
Il 1º aprile 2022, ha pubblicato l'album Classic in formato digitale la prima parte di due album di ri-registrazioni e nuove interpretazioni in studio di brani degli anni '80 e '90. Il 29 luglio 2022, ha pubblicato la seconda parte di brani di ri-registrazioni Classic Pt II.
Il 3 febbraio 2023 ha pubblicato e reso disponibile in streaming "Cuts Like A Knife – 40th Anniversary, Live From The Royal Albert Hall", per celebrare il traguardo del 40º anniversario dell'album Cuts Like a Knife, Adams ha registrato l'album dal vivo alla Royal Albert Hall di Londra l'11 maggio 2022. Il 12 maggio 2023 ha pubblicato il singolo, contro la guerra, What If There Were No Sides At All. Il 1º settembre 2023 ha pubblicato due singoli e i video di "Sometimes You Lose Before You Win" e "You’re Awesome", tratti dalla colonna sonora del film di Comedy Central Office Race. Nel settembre 2023 annuncia il cofanetto Live at the Royal Albert Hall, registrato nel maggio 2022.
Nel dicembre 2023, Adams si è separato dal suo manager Bruce Allen, dopo 44 anni di collaborazione, scegliendo di autogestire la sua carriera.
Il 2 agosto 2024, ha annunciato la sua nuova etichetta discografica indipendente, Bad Records, e pubblicato un singolo 7” (45 giri) doppio lato in edizione limitata, con due canzoni, le nuove versioni di War Machine/Rock And Roll Hell, originariamente scritte da Adams, Jim Vallance e Gene Simmons per l'album del 1982 Creatures of the Night dei Kiss.
Il 15 novembre 2024 ha pubblicato il cofanetto Live at the Royal Albert Hall 2024, che contiene le registrazioni audio e video dal vivo degli album Reckless, 18 til I Die e So Happy It Hurts.
Il 30 dicembre 2024, tramite i suoi canali social, Adams ha ufficializzato il nome del nuovo album Roll with the Punches, che sarà pubblicato nel 2025, e l'omonimo tour. Il 7 febbraio 2025 tramite l'etichetta, Bad Records, viene pubblicato Roll with the Punches, come primo singolo estratto dell'omonimo album.

## La voce e lo stile di canto
La voce di Adams è stata descritta come un "tenore di carta vetrata che è un incrocio tra Joe Cocker e Bruce Springsteen".

## Stile musicale ed eredità artistica
Nel corso della sua carriera Adams ha suonato vari stili rock, dall'hard rock all'arena rock al pop rock e al soft rock. Durante i primi anni della sua carriera negli anni '70 Adams fu il frontman della band glam rock canadese Sweeney Todd; la band suonava sia hard rock che glam rock.È noto per le sue potenti canzoni rock e le ballate romantiche, e la sua musica è apparsa in dozzine di film sia come cantante che come compositore dall'inizio degli anni '80. Le sue prime canzoni parlavano di bambini e della vita dei giovani, ed è noto per le sue ballate romantiche. Adams non ha mai evitato commenti politici o sociali, specialmente con canzoni come Tears Are Not Enough, di cui Adams è co-autore, inciso a scopo benefico dai Northern Lights, un supergruppo canadese, per raccogliere fondi per risollevare la popolazione etiope dalla Carestia, “Native Son” e “Remembrance Day” dall'album Into the Fire, “Don't Drop That Bomb on Me” da Waking Up the Neighbours e “Ultimate Love” di Ultimate e What If There Were No Sides At All. Nel 1986 rifiutò di prestare il proprio brano “Only the Strong Survive” per la colonna sonora del film Top Gun perché ritenne che il film glorificasse la guerra.
Con il successo mainstream di Reckless negli anni ottanta, classificato n° 49 su Kerrang! nella "100 Greatest Heavy Metal Albums of All Time", considerato il vero capolavoro del rocker canadese secondo la rivista italiana Panorama, e Waking Up The Neighbors negli anni novanta, l'impatto di Adams dura ancora oggi. Considerato come uno degli artisti rock più popolari degli anni '80 e '90, gli viene attribuito il merito di aver mantenuto un suono rock puro durante quel periodo mentre il mondo si stava muovendo verso l'hip hop e la musica elettronica.

Tra le sue influenze giovanili, il musicista ha spesso citato come suoi idoli artisti senza tempo come Alice Cooper, Black Sabbath, Bob Marley, Bob Dylan, Bob Seger, Chuck Berry, David Bowie, Deep Purple, Elvis Presley, Humble Pie, Janis Joplin, Led Zeppelin, The Beach Boys, The Beatles, T. Rex, The Rolling Stones e The Who, con i quali collaborerà durante la sua carriera artistica. Durante la realizzazione dell'album Tracks of My Years, l'album è stato pubblicato nel 2014, ha detto: 
(Adams in un'intervista pubblicata dal quotidiano canadese The Globe and Mail)

### Influenze
Bryan Adams ha avuto grande influenza su molti cantanti e band Pop rock e di altri generi musicali. Ha ispirato numerosissimi artisti, fra cui Taylor Swift, Jason Aldean e il chitarrista Richie Faulkner che ha dichiarato in una intervista: 
(Faulkner in un'intervista pubblicata da Blabbermouth.net)
Fra i suoi ammiratori in particolare c'era Eddie van Halen, oltre al rapporto di amicizia personale, amava la voce di Adams e spesso era presente ai suoi concerti.
Molti artisti hanno deciso di omaggiarlo incidendo numerose cover dei suoi brani più celebri. Per citarne alcuni: Kelly Clarkson, Paul Anka, Jason Aldean, Billy Ray Cyrus, Kenny Rogers, Bonnie Tyler, Roger Daltrey, Foo Fighters, e Bruce Springsteen hanno reinterpretato molte cover di Bryan Adams.

### Il successo in India
Adams e la sua musica sono popolari in India.Molti dirigenti dell'industria musicale hanno affermato che Adams è l'artista musicale straniero più noto in India.
È stato uno dei primi artisti occidentali a organizzare un concerto su larga scala in India nei primi anni '90, ed è tornato in tournée in India diverse volte. Adams ha effettuato tour in India sei volte tra il 1994 e il 2024.

## Fotografia

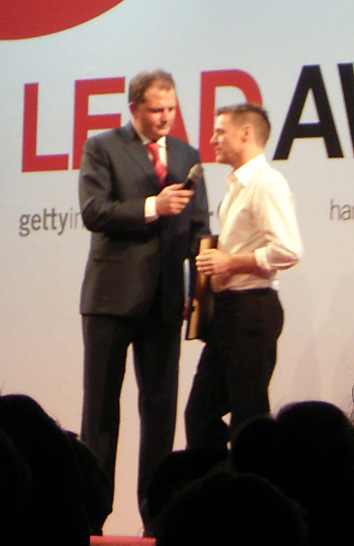
Adams riceve il "LeadAward" per la fotografia nel 2006

Oltre alla carriera di cantautore e musicista dalla fine degli anni novanta alterna quella di fotografo. Ha collaborato per Interview, Vanity Fair, Vogue, Harper's Bazaar, Esquire e con l'edizione italiana del mensile Max, dove ha ritratto Elisabetta Canalis e Laura Pausini, ha ritratto per l'edizione italiana di Playboy l'attrice Caterina Murino e per la rivista Zoo Magazine ha fotografato Monica Bellucci. La rivista è stata cofondata da Bryan Adams, che fotografa anche per essa. Nel 2005 ha ricevuto a Berlino il Golden Camera. Il 16 settembre 2015 a Londra, ha ricevuto la Honorary Fellowship dalla Royal Photographic Society.
Ha anche girato campagne pubblicitarie per Guess?, Hugo Boss, Ermenegildo Zegna, Converse, Montblanc, John Richmond, Fred Perry, Escada, Carl Zeiss, Audi, Jaguar e Opel. Nel 1999 pubblica un libro fotografico "Made in Canada" nel quale vengono immortalate molte celebrità canadesi, i proventi del libro sono devoluti per la ricerca sul cancro, pubblica qualche anno dopo American Women, in cui ritrae donne politiche, sportive, attrici e modelle vestite con modelli nuovi e vintage di Calvin Klein. Tra le donne immortalate, vi sono Kate Moss, Naomi Campbell, Hillary Clinton, Gwyneth Paltrow, Jennifer Aniston, Cindy Crawford, Tina Turner, Joss Stone, per citarne alcune. Nel 2005 ha avuto l'onore di fotografare la Regina Elisabetta II. Nel 2006 al Tempio di Adriano a Roma ha presentato 33 suoi scatti.
Nel 2007 ha fotografato la top model internazionale Eva Riccobono per la campagna pubblicitaria della maison Hybris. Ha fotografato anche molti suoi colleghi, tra cui Tommy Lee, Amy Winehouse, Mick Jagger, Billy Idol, Lemmy Kilmister, Ronnie Wood, Robert Plant, Peter Gabriel, Chickenfoot, Sting, The Who, Bryan Ferry, Shania Twain, Joss Stone, Lenny Kravitz, Annie Lennox, Moby, t.A.T.u., Rammstein, Pink, Lana Del Rey, Bruce Springsteen e Eros Ramazzotti, per citarne alcuni. Nel 2008 sostiene l'iniziativa Hear the World come fotografo con l'obiettivo di sensibilizzazione globale sul tema dell'udito e della perdita dell'udito. Nell'estate 2010 ha fotografato Michael J. Fox e Tatjana Patitz per il calendario 2011 della società Carl Zeiss AG di New York. Il focus era circa la differenza di dimensioni dei soggetti in una presentazione comica. Nella primavera 2011 ha fotografato l'attore americano Dustin Hoffman per una campagna promozionale della regione Marche nel mondo. Nel 2011 Adams ha fornito la copertina di Lioness: Hidden Treasures, il terzo e postumo album della cantante inglese Amy Winehouse. Nel novembre del 2013 ha pubblicato un libro fotografico dal titolo Wounded: The Legacy Of War, dove vengono fotografati soldati feriti e per evidenziare le reali conseguenze umane della guerra. Nel 2015 immortala la collega e amica Anastacia in degli scatti utilizzati per il suo album raccolta Ultimate Collection. Nell'estate del 2021 ha scattato la quarantottesima edizione del Calendario Pirelli. Il Calendario Pirelli 2022 realizzato da Adams è intitolato On the road e ritrae talenti del mondo della musica che l'artista ha riunito in un viaggio attraverso nazionalità, generi musicali, età e percorsi di carriera molto diversi. Ha immortalato Iggy Pop, Rita Ora, Cher, Grimes, Normani, Kali Uchis, Jennifer Hudson, Saweetie, St. Vincent e Bohan Phoenix.Le sessioni fotografiche si sono svolte a giugno a Los Angeles, dove si è riunita la maggior parte del cast, a Capri alla fine di luglio.

### Mostre fotografiche
- Royal Ontario Museum, Toronto - 1999[225]
- McCord Museum, Montréal - 2000[226]
- Saatchi Gallery, Londra - 2000
- Photokina, Colonia - 2001[227]
- Institute of Contemporary Art, Londra - 2004
- Royal Ontario Museum, Toronto - 2004
- Calvin Klein, New York - 2005[228]
- Canada House, Trafalgar Square, Londra - 2005
- Tempio di Adriano, Roma, luglio - 2006[229][230]
- Leica Gallery, Vienna, novembre - 2006[231][232]
- Fotografija Galerija, Lubiana, Slovenia, novembre - 2006[233]
- Howard Stern, San Paolo, marzo - 2007
- PhotoEspana, Madrid, Spagna, Mickey Rourke, maggio-luglio - 2007[234]
- Hall Nunnington, North Yorkshire, Inghilterra, maggio-giugno - 2007[235]
- 401 progetti, New York, settembre-novembre - 2007[236]
- Ospedale di Covent Garden, Londra, novembre - 2007
- National Portrait Gallery, Londra, febbraio-maggio - 2008[237]
- Haus Der Kunst, Monaco di Baviera, maggio - 2008
- 14th Street Gallery, New York, maggio - 2008[238]
- Saatchi Gallery, Londra, luglio - 2009[239][240]
- Calvin Klein donne americane 2010, New York, settembre - 2010[241]
- Bryan Adams Exposed, Multimedia Art Museum, Mosca - 2012[242][243][244]
- Bryan Adams Exposed, Goss-Michael Gallery, Dallas, dicembre 2012 - Febbraio - 2013[245][246]
- Bryan Adams Exposed, NRW Forum, Düsseldorf - 2013[247][248][249][250][251]
- Bryan Adams Exposed, Oklahoma Contemporary, Oklahoma City - Febbraio - Maggio - 2013[252]
- Bryan Adams Exposed, Marfa Contemporary, Marfa, Texas - Maggio - Agosto - 2013[253][254]
- Bryan Adams Exposed, Ostlicht Galerie, Vienna, Austria - Giugno - Settembre - 2013[255]
- Bryan Adams Exposed, Akira Ikeda Gallery, Berlino, Germania - Settembre - Novembre - 2013[256]
- Bryan Adams Exposed, Glenbow Gallery, Calgary, Canada, febbraio – maggio - 2014[257]
- Bryan Adams Exposed, Stadtgalerie, Klagenfurt, Austria, luglio - Ottobre, 2014[258]
- Bryan Adams Exposed, Stadthaus Ulm, Germania, giugno - Settembre 2014[259]
- Bryan Adams Exposed, Centro Cultural, Cascais, Portogallo, ottobre 2014 - Febbraio 2015[260][261][262][263]
- Bryan Adams - Wounded: The Legacy of War, Somerset House, Londra, Inghilterra Novembre 2014 - Gennaio 2015[264][265][266]
- Bryan Adams s'expose, Musée national des beaux-arts du Québec (MNBAQ), Québec, Canada, 19 febbraio - 14 giugno 2015[267][268]
- Bryan Adams Exposed, Young Gallery, Bruxelles, Belgio, 11 settembre - 28 novembre 2015[269][270]
- Bryan Adams Exposed, Camerimage Festival, Centre of Contemporary Art Znaki Czasu - Toruń, Polonia, 16 novembre 2015 – 31 gennaio 2016[271]
- Bryan Adams Exposed, Fotografiska (The Swedish Museum of Photography), Stoccolma, Svezia, 18 giugno - 25 settembre 2016[272]
- Bryan Adams Exposed/Wounded, Vivacom Art Hall, Sofia, Bulgaria, 11 ottobre - 12 novembre 2016[273]
- Bryan Adams Exposed, Werkhallen-Galerie, Remagen, Germania, 19 febbraio - 20 maggio 2017[274]
- Canadians, Royal Ontario Museum, Toronto, 2017[275]
- Canadians, Embassy of Canada, Washington, 2017[276]
- Bryan Adams Exposed, Photo Gallery, Halmstad, Svezia, 20 gennaio - 30 aprile 2018[277]
- Bryan Adams Exposed, Camera Work Gallery, Berlino, Germania, 8 dicembre 2018 - 9 febbraio 2019[278]
- Bryan Adams Exposed, Izzy Gallery, Toronto, Canada, 2 luglio - 28 luglio 2019[279]
- Bryan Adams Exposed, Fotografiska Tallinn, Tallinn, Estonia, 6 marzo - 14 giugno 2020[280][281]
- Bryan Adams Exposed, Leica Gallery, Monaco di Baviera, Germania, 29 ottobre - 31 gennaio 2021[282]
- Bryan Adams Homeless, Atlas Gallery, Londra, Regno Unito, 29 aprile - 12 giugno 2021[283]
- Bryan Adams Exposed, IPFO House of Photography, Olten, Svizzera, 18 novembre 2021 - 6 febbraio 2022[284]
- Bryan Adams Exposed, Hagen, Germania, 20 febbraio - 10 aprile 2022[285]
- Bryan Adams Exposed, Leica Galerie, Milano, Italia, 21 aprile - 9 luglio 2022[286]
- Bryan Adams In Colour, Atlas Gallery, Londra, 22 giugno - 31 agosto 2023[287]
- Bryan Adams Classics, Leica Gallery, Londra, 22 giugno - 31 agosto 2023[288]
- Bryan Adams In Colour, Galerie Camera Work, Berlino, 14 ottobre - 18 novembre 2023[289]
- Bryan Adams Exposed/Wounded, Günter Grass-Haus, Lubecca, Germania, 15 ottobre 2023 - 7 gennaio 2024[290]
- Bryan Adams In Colour, Sala Magna of Pueblo Español, Palma di Maiorca, Spagna, 21 dicembre 2023 - 14 aprile 2024[291]
- Bryan Adams Exposed/Wounded, The War Museum, Seul, Corea del Sud, 12 gennaio - 14 aprile 2024[292]
- Bryan Adams Exposed, Ernst Leitz Museum, Wetzlar, Germania, 26 giugno - 22 settembre 2024[293]
- Bryan Adams Exposed, Galerie Geuer & Geuer Art, Düsseldorf, Germania, 5 ottobre - 28 ottobre 2024[294]

### Libri fotografici
- 1999 — Made In Canada

Adams presenta una selezione delle sue splendide fotografie in bianco e nero di donne Canadesi in un omaggio unico presentato da Flare Magazine. Le donne fotografate per questo libro sono le donne di successo, ognuna di queste donne ha generosamente donato il loro tempo e il loro nome per sostenere la ricerca sul cancro al seno. Alcune delle celebrità sono: Alice Munro, Pamela Anderson, Joni Mitchell, Margaret Atwood, Linda Evangelista, Geneviève Bujold, Kim Campbell, Shania Twain, Roberta Bondar, Céline Dion. Tutte le royalty derivanti dalla vendita di questo libro andrà alla Canadian Breast Cancer Foundation.
- 2005 — American Women

Nel novembre 2003, Adams ha iniziato a fotografare uno spaccato delle donne americane influenti vestite di Calvin Klein. Girato principalmente a New York e Los Angeles nel corso del 2004, American Women è un omaggio alla bellezza, la forza e il carattere delle donne americane, il tema vincolante è che sono tutte le donne americane note per eccellere nel loro campo. Proventi da American Women sosterrà programmi di ricerca sul cancro al seno del Memorial Sloan-Kettering Cancer Center attraverso la Società di MSKCC. Alcune delle celebrità sono: Hillary Rodham Clinton, Katie Couric, Jennifer Aniston, Gwyneth Paltrow, Scarlett Johansson, Hilary Swank, Serena Williams, Venus Williams, Lindsay Lohan, Christie Brinkley, Sarah Jessica Parker, Eartha Kitt, Sheryl Crow, Cindy Crawford, Alice Sebold, Amber Valletta, Katie Holmes, Eve Ensler, Lauren Hutton. Il libro è prodotto in collaborazione con Calvin Klein.
- 2012 — Bryan Adams Exposed

Exposed è una retrospettiva della fotografia e caratteristiche ritratti di amici e colleghi dello spettacolo di Adams, della moda e dell'arte. Alcune delle celebrità sono: Elisabetta II del Regno Unito, Elton John (che ha scritto la prefazione), Mick Jagger, Morrissey, Dustin Hoffman, Ben Kingsley, Amy Winehouse, Michael Jackson, Sting, Pink, Lana Del Rey, Louise Bourgeois, Sean Penn, Lindsay Lohan, Kate Moss, Michael J. Fox, Mickey Rourke, e Judi Dench per citarne alcuni. Questo libro, la prima e completa monografia, espone non solo aspetti sconosciuti dei suoi sudditi, ma anche la profondità di Adams facoltà fotografica.
- 2013 — Wounded: The Legacy of War

Wounded: The Legacy of War presenta ritratti di giovani soldati britannici che hanno subito lesioni che cambia la vita in Iraq e in Afghanistan o durante le esercitazioni. Il suo obiettivo mette a nudo le testimonianze delle loro cicatrici, disabilità e deturpazione. Allo stesso tempo, le immagini rivelano la grinta pura e il coraggio delle vittime che, nonostante il sacrificio personale, vivono ogni giorno con vigore e dignità. Le immagini provengono da interviste ossessionanti che forniscono una narrazione per ogni viaggio personale per il recupero.
- 2015 — Untitled

Untitled è un libro con una serie di fotografie di astratti in bianco e nero con la prefazione sull'astrazione dell'architetto John Pawson. Le fotografie sono state scattate durante le prime settimane del 2015, durante una visita nell'isola di Mustique.
- 2017 — Canadians

Canadians presenta ritratti di personaggi e celebrità canadesi per celebrare il 150º anniversario della fondazione del Canada. Alcune delle celebrità sono: Joni Mitchell, Christopher Plummer, The Weeknd, Shawn Mendes, Justin Trudeau, Margaret Atwood e Linda Evangelista.
- 2019 - Homeless

Nel 2013 Bryan Adams è stato contattato da Trudie Styler per realizzare ritratti di venditori ambulanti senzatetto per la rivista The Big Issue. Quella storia ha ispirato uno sguardo fotografico più approfondito a queste persone che vivono per le strade di Londra e vendono la rivista. I ritratti, diretti da Adams, descrivono il personaggio al di là delle circostanze sociali ed economiche. Tutti i proventi vanno alla Big Issue Foundation.*
- 2024 - Hear The World

È un libro per la Hear the World Foundation, fondazione dedicata alle pari opportunità e miglioramento della qualità della vita per le persone con sordità contenente oltre 120 ritratti di Adams di rinomati ambasciatori della fondazione, tra i quali Julianne Moore, The Weeknd, Bruce Springsteen, Priyanka Chopra, Jared Leto, Léa Seydoux e Lenny Kravitz.

### Copertine di album musicali
- Bryan Adams — On a Day Like Today
- Bryan Adams — The Best of Me
- Bryan Adams — Room Service
- Bryan Adams — 11
- Bryan Adams — Bare Bones
- Bryan Adams — Live at Sydney Opera House
- Bryan Adams — Tracks of My Years
- Bryan Adams — Get Up!
- Bryan Adams — Ultimate
- Bryan Adams — Shine a Light
- Bryan Adams — So Happy It Hurts
- Annie Lennox — The Annie Lennox Collection[310]
- Amy Winehouse — Lioness: Hidden Treasures[311]
- Status Quo — Aquostic (Stripped Bare)[312]
- Diana Krall — Wallflower[313]
- Anastacia — Ultimate Collection[314]
- Rammstein — Zeit[315]

## Impegni umanitari
La maggior parte delle attività filantropiche di Adams derivano dalla Bryan Adams Foundation, tesa a fare progredire l'istruzione e l'opportunità di apprendimento ai bambini e ai giovani in tutto il mondo. La convinzione è che l'educazione sia il miglior regalo che un bambino possa ricevere. L'area della Fondazione di sostegno è ampia e di vasta portata, e consente anche aiuti per i progetti a sostegno degli anziani, vittime di guerre e calamità naturali, e di coloro che soffrono di malattie mentali o fisiche. La fondazione è finanziata completamente dall'attività fotografica dell'artista canadese. Dagli anni 80, Adams ha partecipato a concerti e altre attività per aiutare a raccogliere fondi e sensibilizzare per una varietà di cause. La sua prima apparizione di beneficenza di alto profilo è avvenuta nel 1985, quando ha aperto la trasmissione statunitense di Live Aid da Filadelfia. Nel giugno dell'anno successivo, Adams partecipò al tour di due settimane Amnesty International Conspiracy of Hope Tour insieme a Sting, U2 e Peter Gabriel. Nel 1986 Adams si è esibito al The Prince's Trust All-Star Rock Concert alla Wembley Arena per celebrare i primi 10 anni dell'ente di beneficenza e di nuovo nel giugno 1987 al 5° galà annuale The Prince's Trust Rock Gala insieme a Elton John, George Harrison, Ringo Starr e altri. L'anno successivo, l'11 giugno 1988, Adams si esibì al concerto per la festa di compleanno di Nelson Mandela allo stadio di Wembley. Adams ha contribuito a commemorare la caduta del Muro di Berlino quando, nel 1990, si è unito a molti altri ospiti (incluso il suo compagno di composizioni Michael Kamen) per Roger Waters The Wall - Live in Berlin di The Wall a Berlino, Germania. Il 10 novembre 2002, ha partecipato, al concerto benefico, come ospite alla Royal Opera House di Londra, per la Dian Fossey Gorilla Fund International organizzazione creata in omaggio a Dian Fossey. Ha suonato I'll Do My Crying In The Rain, Run to You e Crazy Little Thing Called Love con Brian May.

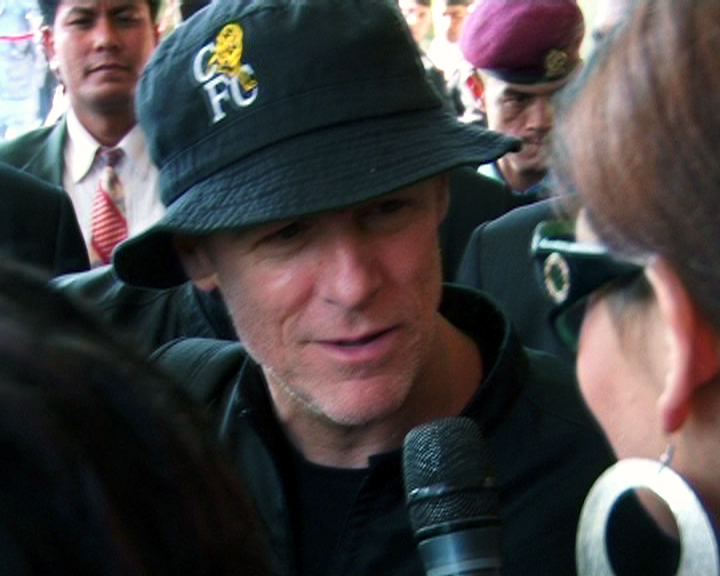
Bryan Adams in occasione del concerto in Nepal nel 2011

Il 29 gennaio 2005 Adams ha partecipato al CTF, concerto di beneficenza a Toronto per le vittime del terremoto del 2004 nell'Oceano Indiano. Venti anni dopo avere partecipato al Live Aid negli Stati Uniti, Adams ha suonato nel luglio del 2005 al Canada's Live 8 a Barrie, Ontario. Il 25 maggio 2005 Bryan è in prima linea nel contribuire a raccogliere fondi per l'ospedale Mardsen di Londra.
Per la causa asiatica Bryan ha anche messo all'asta una Fender Stratocaster, firmata da chitarristi di spicco come Jimmy Page, Eric Clapton, Jeff Beck, Mark Knopfler, David Gilmour, Keith Richards e Brian May. La chitarra ha raccolto un totale di 1,6 milioni di dollari stabilendo un record, come la più costosa sei corde del mondo. Il denaro è andato al Qatar Reach Out to Asia, campagna per aiutare i diseredati di tutto il continente. I fondi raccolti sono serviti anche per la ricostruzione di una scuola in Thailandia e l'installazione di un centro sportivo nuovo in Sri Lanka, dopo la devastazione dello tsunami nell'Oceano Indiano.

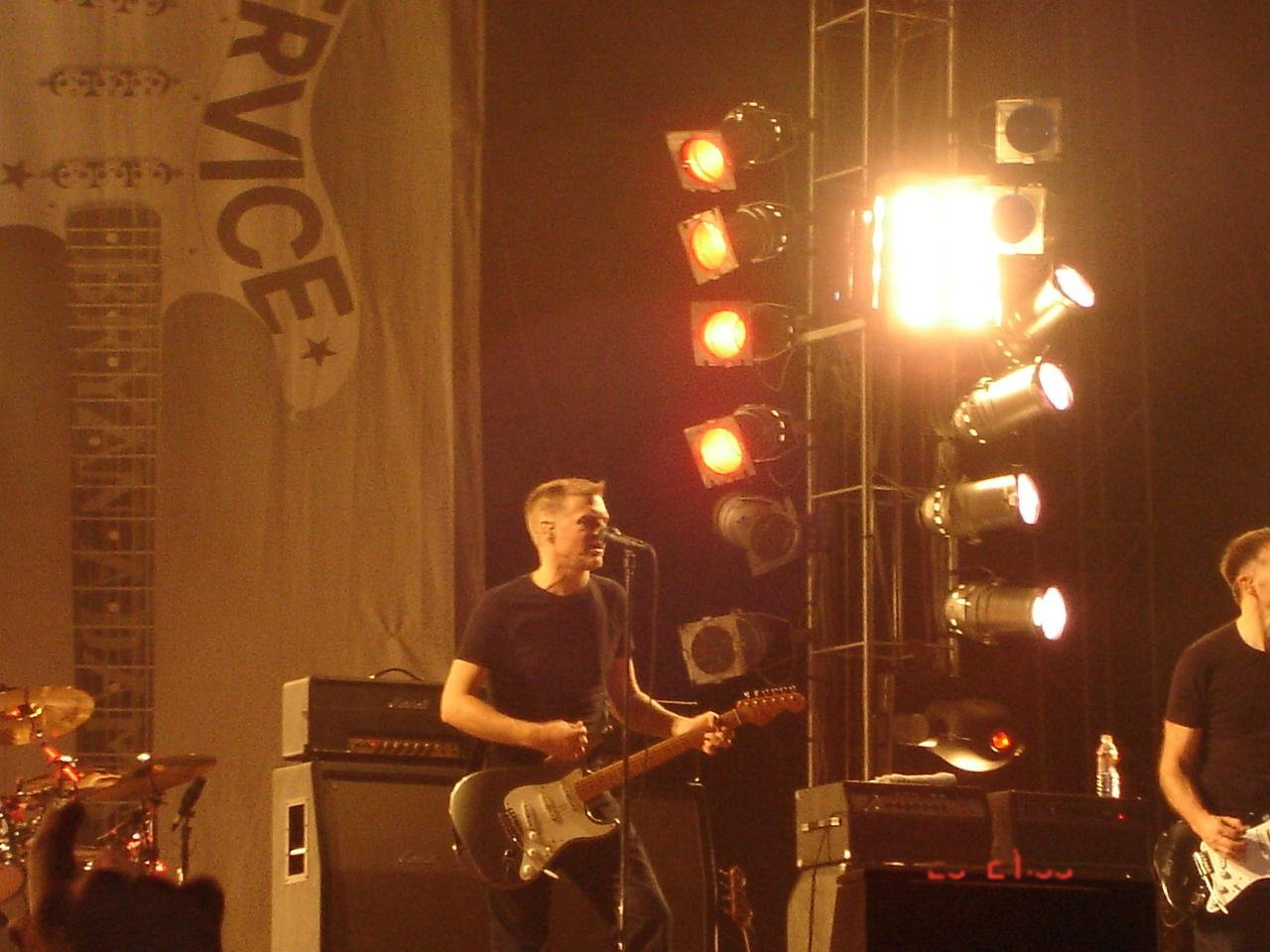
in concerto a Karachi, Pakistan.

Il 29 gennaio 2006 Adams è diventato il primo artista occidentale a esibirsi in (Pakistan) a Karachi, dopo gli attacchi dell'11 settembre, in concomitanza con un concerto di beneficenza con Shehzad Roy, per raccogliere fondi per bambini in difficoltà. Alcuni dei proventi di quel concerto è andato anche alle vittime del terremoto del 2005 in Pakistan.
(Bryan Adams , intervistato nel novembre 2014 dal magazine KALTBLUT presenta il suo libro fotografico Wounded: The Legacy of War)
Il 18 ottobre 2007 Adams è stato invitato a esibirsi a Tel Aviv e a Gerico nell'ambito del OneVoice Moviments Concerts, sperando di contribuire alla soluzione del conflitto israelo-palestinese. L'evento live, organizzato per i sostenitori di uno Stato-soluzione a due per il conflitto con Israele, è stato annullato a causa di problemi di sicurezza. Il 28 febbraio 2008 è apparso in One Night Live, evento tenutosi all'Air Canada Centre di Toronto, a cui hanno partecipato Josh Groban, Sarah McLachlan, Jann Arden e RyanDan in aiuto del Sunnybrook Hospital.
Per sostenere la pace in Georgia, Adams ha tenuto un concerto speciale a Tbilisi, il 19 settembre 2008. Nel 2016 Adams annulla la data del Get Up Tour a Biloxi in Mississippi per protestare contro la legge anti-LGBT Il 14 novembre 2009 ha suonato alla Royal Albert Hall in aiuto della Born Free Foundation. La cifra raccolta è stata di 170.000 £, in favore dei bambini vittime di abusi a Londra.
Il 13 gennaio 2010 ha ottenuto l'Allan Waters Humanitarian Award per avere preso parte a numerosi concerti e campagne di beneficenza nel corso della sua carriera.
Il 13 gennaio 2011 partecipa al Concert for Killing Cancer presso la Hammersmith Apollo di Londra assieme alla storica rock band The Who, Jeff Beck, Debbie Harry e Richard Ashcroft. Il 22 ottobre 2013 partecipa al 38° Honors Gala annuale della fondazione TJ Martell presso New York per la ricerca sul cancro. Si è esibito assieme a Sting. Nel settembre del 2014 Adams è stato il primo artista a esibirsi nella cerimonia di apertura agli Invictus Games organizzati dal principe Harry a Londra. Il principe Harry ricambiò visitando la mostra di Adams sui soldati feriti Wounded: Legacy of war. Adams, insieme a Bruce Springsteen, si sono incontrati sul palco degli Invictus Games. I giochi paralimpici per veterani militari, arrivati alla terza edizione, ha visto i due artisti esibirsi per la cerimonia di chiusura all’Air Canada Centre di Toronto, il 30 settembre 2017. Hanno eseguito alcuni brani del loro repertorio, per chiudere in duetto eseguendo Cuts Like A Knife e Badlands. Per il suo tour mondiale Shine a Light Tour nel 2019, Adams ha collaborato con la compagnia di trasporti DHL per un progetto ambientale, per piantare un albero per ogni biglietto venduto nel corso del tour. Nel novembre 2020, partecipa con altri artisti, alla canzone Stop Crying Your Heart Out, proposta in una cover eseguita per la causa benefica di Children in Need sotto la supervisione di BBC Radio 2.

### Attivismo per i diritti degli animali
Adams è vegetariano dalla fine degli anni '80 e da allora è diventato vegano, e ha accettato di essere testimonial della campagna PETA in favore del vegetarismo, con un video in cui spiega le ragioni etiche di questa scelta alimentare. È uno dei personaggi che rappresenta PeTa a livello mondiale.
A metà anni novanta, Bryan aderisce alla campagna promossa da David McTaggart di Greenpeace, per il Santuario delle balene dell'Oceano. In occasione di alcuni suoi concerti sono state distribuite più di 500.000 cartoline, con l'obiettivo di sensibilizzare i politici a votare sì per la costruzione del santuario.
Adams in una intervista concessa nel 2007 per l'organizzazione no-profit a sostegno dei diritti animali PETA (People for the Ethical Treatment of Animals).
Negli anni Adams si è battuto per la causa contro il massacro degli Elefanti Nell'aprile del 2019, mentre si trovava al largo delle coste di Saint Vincent e Grenadine, Adams intervenne fisicamente per proteggere una balena dall'uccisione quando i balenieri locali cercarono di arpionarla all'interno di una zona protetta. Nel maggio 2020, Adams è stato criticato per i post sui social media in cui ha incolpato i mercati umidi e chi si ciba di pipistrello sono la causa della diffusione del COVID-19. Il contraccolpo online è stato immediato, con "Bryan Adams razzista" di tendenza sui social media. In seguito Adams si è scusato per i commenti affermando “Volevo solo approfondire l’orribile crudeltà verso gli animali in questi mercati, che sono una delle possibili fonti del virus e promuovere il veganismo”.

### Concerti benefici
- 1985 — Live Aid - John F. Kennedy Stadium, Filadelfia[349]
- 1986 — A Conspiracy of Hope - San Francisco, Los Angeles, Denver, Atlanta, Chicago e East Rutherford[350]
- 1987 — The Prince's Trust - Wembley Arena, Londra[351]
- 1988 — Nelson Mandela 70th Birthday Tribute - Wembley Stadium, Londra
- 1988 — Peace Concert - Radrennbahn Weissensee, Berlino
- 1990 — The Wall - Live in Berlin - Potsdamer Platz, Berlino
- 1993 — Rock for the Rainforest - Carnegie Hall, New York
- 1996 — All-Star Garage Band Jam for the City of Hope - Universal Amphitheatre, Los Angeles
- 2002 — Dian Fossey's Gorilla Fund Concert - Royal Opera House, Londra
- 2005 — CBC benefit concert - Air Canada Centre, Toronto
- 2005 — Live 8 - Park Place, Barrie[352]
- 2008 — One Night Live - Air Canada Centre, Toronto[353]
- 2008 — Peace One Day - Royal Albert Hall, Londra[354]
- 2009 — Born Free Foundation - Royal Albert Hall, Londra
- 2010 — Little Dreams Foundation Anniversary - Théâtre du Léman, Ginevra
- 2011 — Concert for Killing Cancer - Hammersmith Apollo, Londra[331]
- 2014 — Invictus Games - Londra (Cerimonia di apertura)
- 2017 — Invictus Games - Toronto (Cerimonia di chiusura)

## Band di supporto e collaboratori
La band di supporto, nota anche con il nome di The Dudes of Leisure oppure Bryan Adams Band, è il nome informale dato al gruppo di musicisti che accompagnano Bryan Adams sia in studio che durante gli spettacoli dal vivo.

## Discografia

### Con i Sweeney Todd
- 1976 — Roxy Roller (singolo versione di Adams)
- 1977 — If Wishes Were Horses

### Da solista
- 1980 — Bryan Adams
- 1981 — You Want It You Got It
- 1983 — Cuts Like a Knife
- 1984 — Reckless
- 1987 — Into the Fire
- 1991 — Waking Up the Neighbours
- 1996 — 18 til I Die
- 1998 — On a Day Like Today
- 2002 — Spirit: Stallion of the Cimarron
- 2004 — Room Service
- 2008 — 11
- 2014 — Tracks of My Years
- 2015 — Get Up
- 2019 — Shine a Light
- 2022 — Pretty Woman – The Musical
- 2022 — So Happy It Hurts
- 2025 — Roll with the Punches

## Filmografia

### Cinema
- 1989 — Pink Cadillac diretto da Buddy Van Horn, interpretato da Clint Eastwood e Bernadette Peters, Adams interpreta il dipendente di una stazione di servizio.
- 2002 — La casa dei matti diretto da Andrej Končalovskij, Adams interpreta sé stesso e appare nelle scene in cui la protagonista Zhanna (Yuliya Vysotskaya) sogna di sposarsi con lui. La pellicola, che ha vinto il Leone d'argento al Festival di Venezia 2002.[355]
- 2011 – Jock the Hero Dog diretto da Duncan MacNeillie. Presenta la voce di Adams come "Jock".[356]

### Televisione
- 2017 — Ha presentato insieme a Russell Peters la 46ª edizione dei Juno Award.[357]

## Pretty Woman - The Musical
Nel 2009 Adams si avvicinò alla Disney per vedere se fossero stati interessati a trasformare il leggendario film Pretty Woman in un musical per Broadway. Ma fu solo sette anni dopo che la produttrice Paula Wagner si mise in contatto con Adams per vedere se era disponibile per incontrarsi e discutere.
Dopo un rapido incontro con il regista Jerry Mitchell, Adams ha contattato il suo amico compositore Jim Vallance e insieme i due hanno trascorso due anni a scrivere musica e testi e hanno completato i brani nel marzo 2018.
Il musical ha fatto il suo debutto mondiale all'Oriental Theatre di Chicago, il 13 marzo 2018. Pretty Woman: The Musical inizierà quindi le anteprime a Broadway al Nederlander Theatre il 20 luglio 2018 prima di aprirsi ufficialmente il 16 agosto 2018.

## Tour
- 1981 - 1982 — You Want It You Got It Tour (include alcune date con i The Kinks e Loverboy)
- 1983 - 1984 — Cuts Like a Knife Tour (include alcune date con i Journey e con i Police)
- 1984 - 1985 — Reckless Tour (include date in Inghilterra ed Europa con Tina Turner)
- 1986 - Amnesty International / Conspiracy of Hope Tour
- 1987 - 1988 — Into the Fire Tour
- 1991 - 1993 — Waking Up the World Tour
- 1993 - 1994 — So Far So Good Tour (include alcune date con i Rolling Stones)
- 1996 - 1997 — 18 til I Die Tour
- 1997 - 1998 — Unplugged Tour
- 1999 - White Elephant Tour (include alcune date con Rolling Stones)
- 1999 - 2001 — The Best of Me Tour
- 2002 - 2004 — Here I Am Tour
- 2004 - 2006 — Room Service Tour (include alcune date con i Def Leppard)
- 2007 - 2008 — Anthology Tour
- 2008 - 2009 — 11 Tour / Acoustic Show (include alcune date con i Foreigner e Rod Stewart)
- 2010 - 2014 — The Bare Bones Tour (include date per il Waking Up The Neighbours 20th Anniversary Tour 2011-2012)[361][362]
- 2014 - 2015 — Reckless 30th Anniversary Tour[363][364][365]
- 2016 - 2018 — Get Up Tour
- 2018 - The Ultimate Tour
- 2019 - 2021 — Shine a Light Tour
- 2022 - 2024 — So Happy It Hurts Tour
- 2025 — Roll With The Punches Tour / The Bare Bones 2025 (spettacoli acustici)

## Riconoscimenti
(Chris Martin introduce Adams nella Canadian Music Hall of Fame, Halifax, aprile 2006)
|                       |                              |
| Canada's Walk of Fame | Munich Olympic Walk of Stars |

Bryan Adams ha vinto 20 Juno Awards tra le 62 nomination, tra cui vince come miglior artista maschile nel 2000 e nel Male Vocalist of the Year nel 1997 e ogni anno dal 1983 al 1987.
Adams ha anche avuto 16 nomination ai Grammy Award tra cui una vittoria per la miglior canzone scritta appositamente per un film o la televisione per (Everything I Do) I Do It for You ai Grammy Awards nel 1992. Adams ha inoltre ricevuto premi e nomination in American Music Award, MTV Video Music Awards e Golden Globe.